# Dwór z otoczeniem parkowym w Karniowicach
Dwór z otoczeniem parkowym w Karniowicach – zespół dworski znajdujący się w Karniowicach, w gminie Zabierzów, w powiecie krakowskim. Wybudowany w połowie XVIII wieku w stylu późnobarokowym, przebudowany w 1860 roku przez Stanisława Mieroszewskiego.
Dwór wraz z kaplicą i parkiem wpisany został do rejestru zabytków nieruchomych województwa małopolskiego.

## Historia
Na początku XVII wieku właścicielem Karniowic był Jerzy Pipan (1569–1648) lekarz i aptekarz, rajca krakowski, a w drugiej połowie XVII wieku Stanisław Wojeński (1619–1685) biskup kamieniecki. Karniowice przechodziły później prawem sukcesji lub kupna do: Morsztynów, Ossolińskich, Meciszewskich, Bartynowskich i Lewickich.
Dwór pochodzi z połowy XVIII wieku. W 1856 roku majątek kupił Jan Stanisław Mieroszewski (1827–1900), radny miasta Krakowa i w 1860 dwór przebudował. Od lat 70. XVIII wieku we władaniu Sobiesława Mieroszewskiego (1820–1890), potem rodziny Skrzyńskich, a od końca lat 20. właścicielem był Marian Skrzyński. W 1988 roku Krakowski Ośrodek Postępu Rolniczego (obecnie Małopolski Ośrodek Doradztwa Rolniczego w Karniowicach) przeprowadził renowację obiektu i w 1997 sprzedał właścicielowi prywatnemu.

## Architektura
Dwór podpiwniczony, murowany, parterowy, na planie kwadratu, dach łamany kryty gontem. Lukarny oraz ganek z neorokokowym szczytem, herbem Ślepowron i łacińską sentencją: „Miłość ojczyzny naszym obowiązkiem” dobudowane w 1860 roku przez Stanisława Mieroszewskiego.

Po bokach ośmioboczne alkierze w kształcie wieżyczek. Obok dworu kaplica z XVII wieku.

## Park
W otoczeniu zadbany park krajobrazowy ze śladami tarasowego założenia, zaprojektowany na przełomie XVIII i XIX wieku.